# Андріївське (Сумський район)
Андрі́ївське (до 2024 року — Першотравневе) — селище в Україні, у Лебединській міській територіальній громаді Сумського району Сумської області. Населення становить 468 осіб. До 2020 року орган місцевого самоврядування — Михайлівська сільська рада.

## Географія
Селище Андріївське розташоване за 4 км від лівого берега річки Грунь. Примикає до села Байрак, на відстані 1 км розташовані села Кринички (зняте з обліку в 2007 році) та Шумили. Селом тече пересихаючий струмок із загатою.

## Історія
12 червня 2020 року, відповідно до Розпорядження Кабінету Міністрів України № 723-р «Про визначення адміністративних центрів та затвердження територій територіальних громад Сумської області» увійшло до складу Лебединської міської територіальної громади.
19 липня 2020 року, в результаті адміністративно-територіальної реформи та ліквідації Лебединського району, селище увійшло до складу новоутвореного Сумського району.
19 вересня 2024 року Верховна Рада підтримала перейменування села Першотравневе на Андріївське. 26 вересня 2024 року перейменування набуло чинності.